# 야마토촌 (돗토리현 게타카군)
야마토촌(大和村)은 돗토리현 다카쿠사군·게타카군에 있던 촌이다. 1896년 3월 31일까지 다카쿠사군에 속해있었다.

## 역사
- 1889년 10월 1일 - 정촌제 시행에 의해 다카쿠사군 야마토촌이 성립하였다.
- 1896년 4월 1일 - 군제 시행에 의해 다카쿠사군, 게타군의 구역을 가지고 게타카군이 성립하여 게타카군 야마토촌이 되었다.
- 1953년 7월 1일 - 돗토리시에 편입해, 동일 야마토촌은 폐지되었다.